# Tetragrammaton
Tetragrammaton (græsk: τετραγράμματον ord på fire bogstaver) er en betegnelse for Guds hebraiske egennavn: JHVH (יהוה). Det gengives på dansk som Jahve eller Jehova. Det er langt det hyppigst forekommende egennavn i Bibelen; det forekommer omkring 7.000 gange; henholdsvis seks og syv gange oftere end navnene David og Jesus.
Jahve eller Jehova var navnet på den gamle israelitiske stammegud. Flere steder i Det Gamle Testamente nævnes himlens hærskarer og gudesønner, og i ældre tid har israelitterne tilsyneladende opfattet Jahve som én ud af mange guder. Jahve antog i billedform skikkelsen af en tyrekalv. Guden El var tilsyneladende betegnelsen for den højeste gud. I Bibelen omtales Gud en del steder som Elohim (en flertalsform, der dog har udsagnsled i ental). Elohim bliver imidlertid identificeret med Jahve. Med monoteismen kom først forbuddet mod at afbilde Gud og senere forbuddet om at udtale Guds navn.

## Hebraisk form
JHVH gengiver Guds personlige navn og står skrevet 6.828 gange i Det Gamle Testamente.
Desuden forekommer navnet 237 steder i især hebraiske oversættelser af den græske tekst i Det Nye Testamente samt på en række arkæologiske fund fra det antikke Israel.
Ordets etymologi og oprindelige udtale er usikker og der er en række forskellige tolkninger. Én udbredt tolkning er, at det er en kausativ bøjningsform (yiqtol hifil) af det hebraiske verbum הָבָה hāwāh "at være/blive", og i så fald betyder det "han får til at være". Den form forekommer ikke på bibel-hebraisk, men regelmæssigt bøjet skulle den være יַהְיֶה jahjæh, altså med jod (י) i stedet for det waw (ו), man finder i tetragrammet.
I Det Gamle Testamentes tidlige skrifter bruges navnet hyppigt, medens det optræder sjældnere og sjældnere i de senere skrifter, hvor det erstattes med "Herren" eller lignende. Navnet kendes også fra en række ikke-bibelske dokumenter, fx de såkaldte Lakisjbreve, der viser, at navnet blev anvendt i almindelige breve i Palæstina i sidste halvdel af det 7. århundrede f.Kr..
Jahve eller Jahveh er den form, der nutildags foretrækkes af mange teologer og hebraiskkyndige. De henviser til, at en forkortet form af navnet er Jah, som blandt andet forekommer i Salme 89:8 og i udtrykket הַלְּלוּ־יָה hallĕlû-Jâh (der betyder "lovpris Jah!"). Formerne Jo og Jah, der forekommer i den hebraiske stavemåde af navne som Josafat og Sjefatja, er sandsynligvis også alle kortformer af Jahve. Oldkirkelige forfatteres græske translitterationer af navnet peger i samme retning med stavemåder som Ιαβε Jabe og Ιαουε Jaoue, der på græsk udtales nogenlunde som "Jahve". I andre navne forekommer formerne Jeho og Jahu, som i Josva og Jesus (hebraisk: יהושע Yehoshua, der betyder "Jehova er frelse"). De lærde er dog langtfra enige om sagen, særlig på grund af den forudsatte atypiske fonologiske struktur med shevá nach under det ikke-finale ה he og det mere sandsynlige, at ו vav her skal have en vokalisk udtale både af interne fonologiske grunde og ud fra navnets alternative former i sammensætninger, og andre går ind for en helt anden udtale, som for eksempel Jahuva, Jahuah eller Jehuah.

## Den jødiske tradition
Inden for jødisk tradition er navnet JHVH forbudt at udtale uden for Templet i Jerusalem og skal ved højtlæsning erstattes med ordet Adonai ("Herren"), Ha'shem ("Navnet"), eller lignende. Den oprindelige udtale er derfor usikker, eftersom Templet blev ødelagt af romerne i år 70 e.Kr.

### Vokalisering
I anden halvdel af det 1. årtusinde e.Kr. indførte masoreterne i den hebraiske konsonanttekst et system af prikker og streger over, under og inden i bogstaverne for at angive, hvilke vokaler der skulle benyttes ved oplæsning af den rent konsonantisk skrevne bibeltekst. Det skulle lette oplæsningen, for hebraisk var ikke længere et levende sprog. I forbindelse med tetragrammet satte de imidlertid ikke vokaltegnene for navnets egentlige udtale, men i stedet vokalerne for ordet אֲדֹנָי Adonai (herre) eller אֱלֹהִים Ĕlōhīm (gud), som læseren forventedes at læse i stedet for gudsnavnet.
Leningrad-kodeksen fra det 11. århundrede e.Kr. har ovennævnte vokalpunkter fra Adonai i tetragrammet, der giver formerne Jehva, Jehvi og Jehova.

## Den kristne tradition
Inden for kristendommen er formen Herren – en oversættelse af Adonai – den mest brugte form, men formerne Jahve og Jehova har også en vis udbredelse. Mange oversættelser skriver HERREN for at tydeliggøre, at der er tale om en gengivelse af gudsnavnet. Jehova har tidligere i den kristne tradition været den mest almindelige måde at udtale Guds navn på, men Jahve er den form, der foretrækkes af de fleste teologer og hebraiskkyndige.

### Jehovas Vidner
Jehovas Vidner og andre, der holder fast i udtalen "Jehova", argumenterer for, at der – da udtalen ikke kan fastslås med sikkerhed – ikke er nogen rimelig grund til at forlade den gængse form "Jehova" til fordel for en anden form, ligesom stort set alle stadig bruger navne som David og Jesus, selv om den oprindelige hebraiske udtale højst sandsynligt var helt anderledes.

## Anvendelse i Danmark
Den Danske Salmebog fra 2003, som anvendes i Den Danske Folkekirke, benytter egennavnet Jehova i salme 3.
| Citat                  | Lovsynger Herren, min mund og mit indre! Sjungende, hjerte, tag Ånden i favn! Tonerne spille, som stjernerne tindre, trindt om Jehovas højhellige navn! | Citat |
| N.F.S. Grundtvig, 1836 | |       |

De fleste nutidige Bibeloversættere går ind for at erstatte tetragrammet med den traditionelle mundtlige repræsentation. Således oversættes det i danske Bibeloversættelser fra det 20. og 21. århundrede som regel med titlen "Herren" og kun i få tilfælde med egennavnet Jehova, eller Jahve. Den autoriserede oversættelse fra 1992 bruger navnet Jahve 13 steder (2. Mosebog 3:15, 6:3, 15:3, 5. Mosebog 28:58, Amos’ Bog 4:13, 5:8, 9:6, Salmernes Bog 68:5, 83:19, Jeremias’ Bog 16:21, 33:2, Hoseas’ Bog 12:6 og Esajas 42:8). I den forrige autoriserede oversættelse (GT 1931), skrev man titlen "HERREN" med store typer så man kunne se hvor egennavnet JHVH oprindeligt stod.
Jehovas Vidner mener, at når oversættere har fjernet Guds navn fra de fleste Bibeloversættelser er det en alvorlig overtrædelse af Guds eget bud til Moses, hvor Gud siger om sit navn Jehova, eller Jahve: "Det er mit navn til evig tid, og sådan skal jeg kaldes i slægt efter slægt". De mener også det er i modstrid med Jesu bøn Fader Vor om at 'hellige Guds navn'. De har derfor udarbejdet deres egen oversættelse fra oldtidsprogene hvor tetragrammet gengives med "Jehova" 6.973 steder i det gamle og 237 steder i det nye testamente, hvor der citeres fra Det Gamle Testamente.
Christian 4. lod mange af sine kendte bygningsværker som Rundetårn og Holmens Kirke smykke med bogstaverne "JHVH". Rebussen på Rundetårn har dog i tetragrammet udover bogstaverne "JHVH" også indsat vokalpunkter, så der står "JEHOVA". Det samme gør sig gældende på mange af de mønter (også kaldet "Hebræere") som Christian 4. lod fremstille.
Det hebraiske tetragrammaton eller forskellige former af navnet Jehova findes også på mange andre gamle bygninger. En gennemgang af danske kirker og andre gamle bygninger viser mere end 25 bygninger hvor egennavnet Jehova eller Iehova forekommer i inskriptioner, og mere end 200 bygninger hvor det forekommer som de fire hebraiske bogstaver.

## Gengivelse af Guds Navn i nogle oversættelser
Her er en gennemgang af Gudsnavnet i nogle vigtige bibeloversættelser på otte sprog:
| Sprog        | Oversættelsens navn:                            | Udgivet første gang: | Grundtekst til De Hebræiske Skrifter (GT): | Guds navn gengives:       | Grundtekst til De Græske Skrifter (NT) |
| ------------ | ----------------------------------------------- | -------------------- | ------------------------------------------ | ------------------------- | -------------------------------------- |
| Danske       | Resen-Svaning                                   | 1647                 | ?                                          | Jahve                     | ?                                      |
|              | Pragtbibel Christian Andreas Hermann Kalkar     | 1847                 | ?                                          | Jehova                    | -                                      |
|              | Det Gamle Testamente Frants Buhl                | 1910                 | ?                                          | Jahve                     | -                                      |
|              | Det Gamle Testamentes Apokryfer Frants Buhl     | 1920                 | ?                                          | Jahve                     | -                                      |
|              | Ny Verden-oversættelsen                         | 1985                 | M (BHK, BHS)                               | Jehova                    | Westcott & Hort, Bover, Merk, Nestle   |
|              | Den autoriserede oversættelse                   | 1992                 | M                                          | Herren (13 x Jahve)       | Nestle-Aland                           |
|              | Bibelen på hverdagsdansk                        | 1992                 | ?                                          | Herren                    | Nestle-Aland                           |
| Engelsk      | Rheims-Douay                                    | 1582-1610            | Vulgata                                    | Lord (to steder: ADONAI)  | Vulgata                                |
|              | King James Version                              | 1611                 | M                                          | LORD (få steder: Jehovah) | Textus Receptus                        |
|              | Young                                           | 1862-1898            | M                                          | Jehovah                   | Textus Receptus                        |
|              | English Revised                                 | 1881-1895            | M                                          | LORD (få steder: Jehovah) | Westcott & Hort                        |
|              | Emphasised Bible                                | 1878-1902            | M                                          | Yahweh                    | Westcott & Hort, Tregelles             |
|              | American Standard                               | 1901                 | M                                          | Jehovah                   | Westcott & Hort                        |
|              | An American Translation (Smith-Goodspeed)       | 1923-1939            | M                                          | LORD (få steder: Yahweh)  | Westcott & Hort                        |
|              | Revised Standard                                | 1946-1952            | M                                          | LORD                      | Westcott & Hort, Nestle                |
|              | New English Bible                               | 1961-1970            | M (BHK)                                    | LORD (få steder: Jehovah) | Ny eklektisk tekst                     |
|              | Today’s English Version                         | 1966-1976            | M (BHK)                                    | LORD                      | UBS                                    |
|              | New King James Bible/Revised Authorised Version | 1979-1982            | M (BHS)                                    | LORD (få steder: YAH)     | Majoritetsteksten                      |
|              | New Jerusalem Bible                             | 1985                 | M                                          | Yahweh                    | G                                      |
|              | YHWH Sacred Scriptures                          | 2020                 |                                            | YaHWaH                    |                                        |
| Franske      | Darby                                           | 1859, 1885           | M                                          | Eternel                   | G                                      |
|              | Crampon                                         | 1894-1904            | M                                          | Jéhovah                   | Merk                                   |
|              | Jérusalem                                       | 1948-1954            | Vulgata                                    | Yahvé                     | Vulgata                                |
|              | TOB                                             | 1971-1975            | M (BHS)                                    | Seigneur                  | Nestle, UBS                            |
|              | Osty                                            | 1973                 | M                                          | Yahvé                     | G                                      |
|              | Segond (revideret)                              | 1978                 | M (BHS)                                    | Eternel                   | Nestle-Aland, Black, Metzger, Wikgren  |
|              | Français courant                                | 1982                 | M (BHS)                                    | Seigneur                  | Nestle, UBS                            |
| Italienske   | Diodati                                         | 1607, 1641           | M                                          | Signore                   | G                                      |
|              | Riveduta (Luzzi)                                | 1921-1930            | M                                          | Eterno                    | G                                      |
|              | Nardoni                                         | 1960                 | M                                          | Signore, Jahweh           | G                                      |
|              | Pontificio Istituto Biblico                     | 1923-1958            | M                                          | Signore, Jahve            | Merk                                   |
|              | Garofalo                                        | 1960                 | M                                          | Jahve, Signore            | G                                      |
|              | Concordata                                      | 1968                 | M (BHK)                                    | Signore, Iavè             | Nestle, Merk                           |
|              | CEI                                             | 1971                 | M                                          | Signore                   | G                                      |
|              | Parola del Signore                              | 1976-85              | M (BHS)                                    | Signore                   | UBS                                    |
| Nederlandske | Statenvertaling                                 | 1637                 | M                                          | HEERE                     | Textus Receptus                        |
|              | Leidse Vertaling                                | 1899-1912            | M                                          | Jahwe                     | Nestle                                 |
|              | Petrus-Canisiusvertaling                        | 1929-1939            | M                                          | Jahweh                    | Nestle                                 |
|              | NBG-vertaling                                   | 1939-1951            | M                                          | HERE                      | Nestle                                 |
|              | Willibrordvertaling                             | 1961-1975            | M                                          | Jahwe                     | Nestle                                 |
|              | Groot Nieuws Bijbel                             | 1972-1983            | M                                          | Heer                      | Nestle                                 |
| Portugisisk  | Almeida                                         | 1681, 1750           | M                                          | Jehovah                   | Textus Receptus                        |
|              | Figueiredo                                      | 1778-1790            | Vulgata                                    | Senhor                    | Vulgata                                |
|              | Matos Soares                                    | 1927-1930            | Vulgata                                    | Senhor                    | Vulgata                                |
|              | Pontifício Instituto Bíblico                    | 1967                 | M                                          | Javé                      | Merk                                   |
|              | Jerusalem                                       | 1976, 1981           | M                                          | Iahweh                    | G                                      |
| Spansk       | Valera                                          | 1602                 | M                                          | Jehová                    | Textus Receptus                        |
|              | Moderna                                         | 1893                 | M                                          | Jehová                    | Scrivener                              |
|              | Nácar-Colunga                                   | 1944                 | M                                          | Yavé                      | G                                      |
|              | Evaristo Martín Nieto                           | 1964                 | M                                          | Yavé                      | G                                      |
|              | Serafín de Ausejo                               | 1965                 | M (BHK)                                    | Yahvéh, Señor             | Nestle-Aland                           |
|              | Biblia de Jerusalén                             | 1967                 | M                                          | Yahveh                    | G                                      |
|              | Cantera-Iglesias                                | 1975                 | M (BHK)                                    | Yahveh                    | G                                      |
|              | Nueva Biblia Española                           | 1975                 | M                                          | Señor                     | G                                      |
| Tyske        | Luther                                          | 1522, 1534           | M                                          | HErr                      | Erasmus                                |
|              | Zürcher                                         | 1531                 | M                                          | Herr, Jahwe               | G                                      |
|              | Elberfelder                                     | 1855, 1871           | M                                          | Jehova                    | Textus Receptus                        |
|              | Menge                                           | 1926                 | M                                          | HErr                      | G                                      |
|              | Luther (revideret)                              | 1964, 1984           | M                                          | HERR                      | G                                      |
|              | Gute Nachricht_Bibel                            | 1967                 | M (BHS)                                    | Herr                      | Nestle-Aland, UBS                      |
|              | Einheitsübersetzung                             | 1972, 1974           | M                                          | Herr, Jahwe               | G                                      |
|              | Revidierte Elberfelder                          | 1975, 1985           | M                                          | HERR, Jahwe               | G                                      |